# Hans Råstam
Hans Olof Råstam (ursprungligen Persson) född 9 januari 1923 i Vetlanda församling, Jönköpings län, död 1 oktober 2007 i Styrsö församling, Göteborgs och Bohus län, var en svensk teaterchef, regissör, dramatiker och skådespelare.

## Biografi
Hans Råstam var son till civilingenjören Yngve Persson och Anna Maria Andersson. Efter studentexamen i Örebro 1944 var Råstam ordförande för Uppsala studentteater 1945–1947, regiassistent vid Göteborgs stadsteater 1948–1950, blev lärare vid dess elevskola 1949, regissör vid Atelierteatern i Göteborg 1953 och var chef där 1954–1960. Han var intendent och regissör vid Uppsala stadsteater 1960–1964 samt teaterchef vid Borås stadsteater 1964–1981 och 1985–1986. Åren 1981–1984 var han chef för Älvsborgs läns barn- och ungdomsteater, som han startade 1977.
Råstam var pådrivande inför Borås kulturhus tillkomst men förlät aldrig politikerna för rivningen av Borås gamla träteater. När han tilldelades Borås kommuns kulturpris 1984, vägrade han ta emot det.[källa behövs]
Råstam regisserade ett hundratal uppsättningar för scenen samt regelbundet radioteaterföreställningar under tiden i Borås. 
Han skrev pjäsen Conny som han själv regisserade på Uppsala stadsteater 1962, därefter på Borås stadsteater och sedan för Sveriges Television i Göteborg. Pjäsen Spelöppning skrev och uppförde Råstam som invigningspjäs till Borås nya kulturhus 1975. Efter ett långt researcharbete skrev Råstam I vävarstad, en pjäs om den fackliga kampen i sekelskiftets Borås.

### Familj
Hans Råstam var 1949–1974 gift med tandläkaren Solveig Nilsson (1920–2005). I detta äktenskap föddes tre barn: psykiatriprofessor Maria Råstam (född 1948), Niklas Råstam (född 1952) och TV-journalisten Hannes Råstam (1955–2012). Från 1975 till sin död var han gift med skådespelaren och bildkonstnären Doris Funcke och de bosatte sig 1979 på Brännö i Göteborgs södra skärgård. Hans Råstam är gravsatt i minneslunden på Brännö kyrkogård.

## Filmografi (som skådespelare)
- 1963 – Den gula bilen
- 1969 – Friställd (TV-serie)
- 1972 – Rävspel (TV-serie)
- 1973 – Ett köpmanshus i skärgården (TV-serie)
- 1974 – Jourhavande (TV-serie)
- 1976 – A.P. Rosell, bankdirektör (TV-serie)
- 1977 – Soldat med brutet gevär (TV-serie)
- 1979 – Mor gifter sig (TV-serie)
- 1984 – The Ninja Mission (som Hans Rosteen)
- 1985 – Rid i natt! (TV-serie)
- 1996 – Polisen och pyromanen (TV-serie)

## Teater

### Roller (ej komplett)
| År   | Roll                | Produktion                   | Regi        | Teater         |
| ---- | ------------------- | ---------------------------- | ----------- | -------------- |
| 1957 | James Hill, advokat | Brott i sol Staffan Tjerneld | Hans Råstam | Atelierteatern |

### Regi (ej komplett)
| År   | Produktion                                               | Upphovsmän                                                 | Teater              |
| ---- | -------------------------------------------------------- | ---------------------------------------------------------- | ------------------- |
| 1953 | Syskon Søskende                                          | H.C. Branner Översättning Tore Zetterholm                  | Atelierteatern      |
| 1954 | Jungfrutornet                                            | Erik Johan Stagnelius                                      | Atelierteatern      |
| 1955 | Hjälten på den gröna ön The Playboy of the Western World | John Millington Synge Översättning Gustaf Ageberg          | Atelierteatern      |
| 1955 | Privatsekreteraren The Confidential Clerk                | T.S. Eliot Översättning Erik Lindegren                     | Atelierteatern      |
| 1957 | Brott i sol                                              | Staffan Tjerneld                                           | Atelierteatern      |
| 1957 | Den omoraliske The Beautiful People                      | Ruth Goetz och Augustus Goetz Översättning Sven Stolpe     | Atelierteatern      |
| 1959 | Den dödsdömde                                            | Stig Dagerman                                              | Atelierteatern      |
| 1966 | Syster George The Killing of Sister George               | Frank Marcus Översättning Tomas Lagerström och Hans Råstam | Borås stadsteater   |
| 1966 | En enkel man Rattle Of A Simple Man                      | Charles Dyer                                               | Fredriksdalsteatern |